# Miquel Barceló

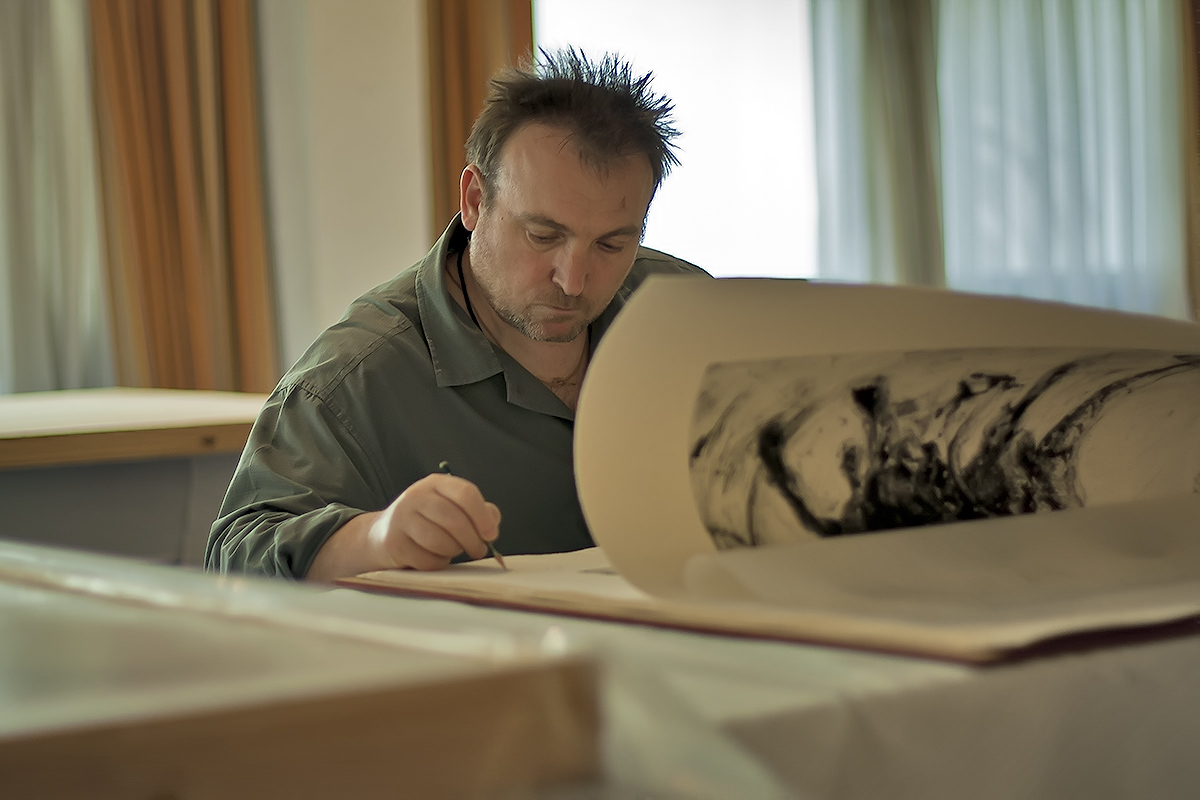
Miquel Barceló 2011

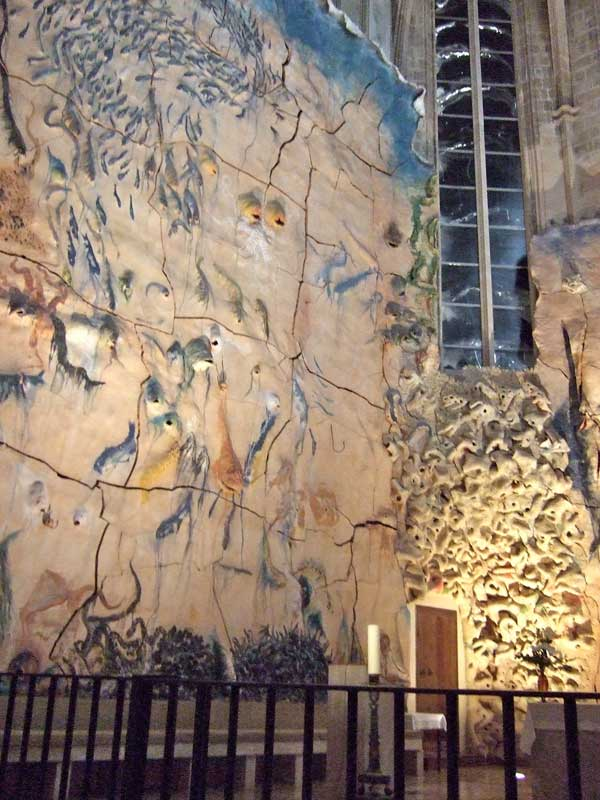
Keramiken in der Kathedrale La Seu in Palma auf Mallorca

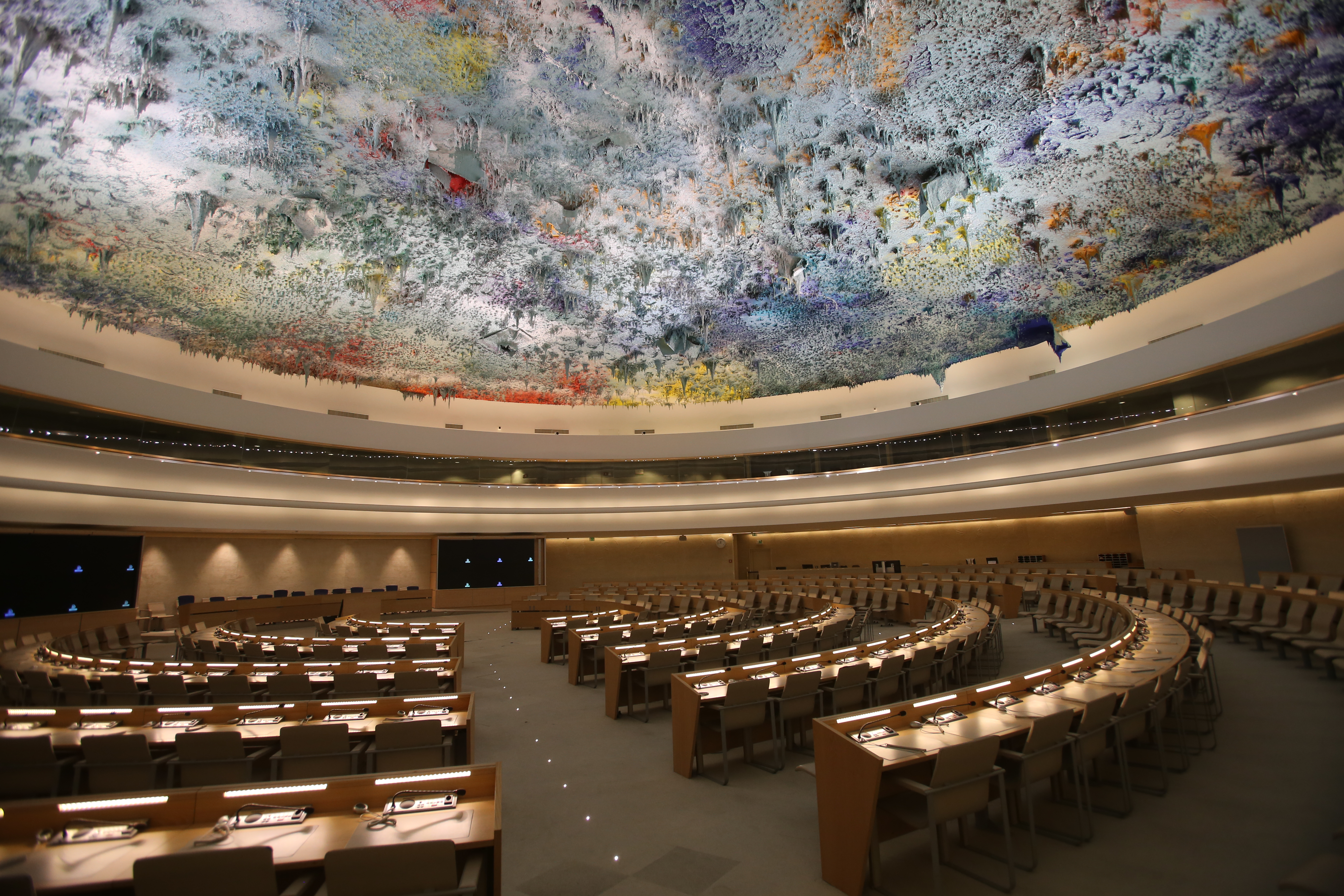
Miquel Barceló dekorierte die Kuppel im neuen Sitzungssaal des Menschenrechtsrates der UNO in Genf (2008)

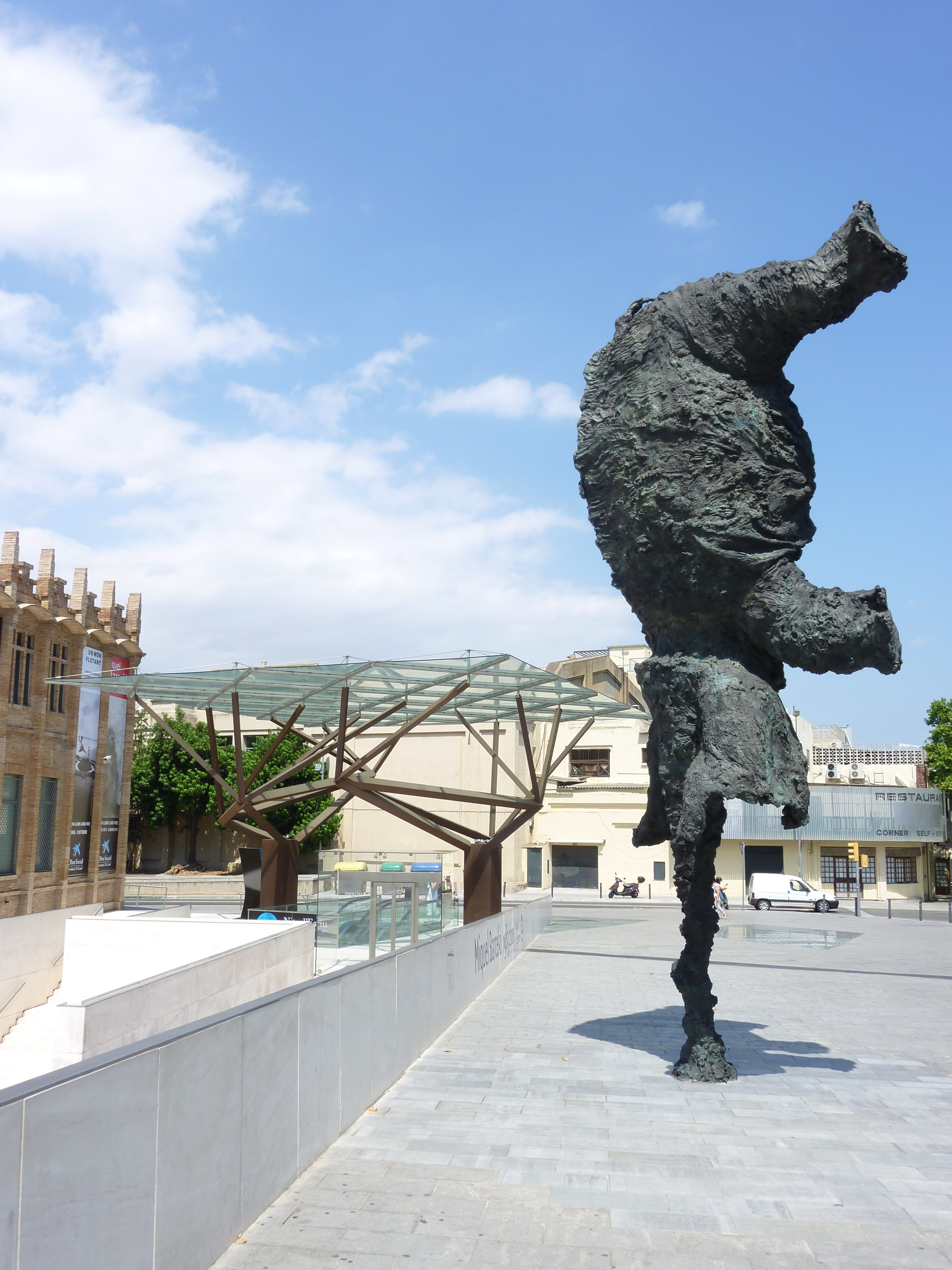
Barcelós Gran elefant dret (Großer stehender Elefant) 2009, Barcelona

Miquel Barceló, vollständig Miquel Barceló Artigues, (* 8. Januar 1957 in Felanitx, Mallorca) ist ein spanischer Maler und Bildhauer.

## Leben
Miquel Barceló studierte an der Schule für Dekorative Künste in Palma de Mallorca und an der Schule für Schöne Künste in Barcelona. Er schloss sich 1976 der mallorquinischen Gruppe für Konzeptkunst Launische Werkstatt (Taller Llunàtic) an. Barceló engagierte sich für ökologische Fragen und gehörte einer Umweltgruppe auf Mallorca an. Bereits seit dieser ersten Zeit spiegelt sein Werk ein Interesse an Motiven aus der Natur, die einen großen Einfluss auf seine jüngeren Zeitgenossen ausgeübt hat.
1981 nahm Barcélo an der Biennale von São Paulo und 1982 bei der Documenta in Kassel teil. Seine Reisen und Aufenthalte in Europa (er unterhält ein Studio in Paris), den Vereinigten Staaten und West-Afrika (Mali), wo er einen weiteren Wohnsitz hat, haben seine künstlerische Laufbahn im Laufe der letzten Jahre gekennzeichnet.

## Werk
Barceló greift in seinem umfangreichen Werk Fragen der Religion, des Anthropomorphismus und der Umwelt auf. Dies führt zu einem „erweiterten Kunstbegriff“, der sich in der Auswahl der Materialien (häufig organisch) und in der Arbeitsweise (Action Painting) ausdrückt.
2003 ist eine Buch-Illustration von Dantes Divina commedia erschienen.
Im Jahr 2006 nahm Miquel Barcélo mit Josef Nadj mit der Performance Paso Doble am Festival d’Avignon teil.
Seit März 2007 beherbergt die Kathedrale La Seu von Palma eine überdimensionale Keramikarbeit des Künstlers, die zu heftigen Polemiken Anlass gab. Die zeitgenössische Kunst in einer 700 Jahre alten Kathedrale, die die biblische Geschichte der wundersamen Vermehrung des Brotes und der Fische darstellt, ist in ihrer Gegenständlichkeit phantastisch und löste in der spanischen Presse einen Streit darüber aus, was Kunst darf. Barceló nahm nicht an der Einweihungsmesse teil und bezeichnete sich als Agnostiker, was zu weiteren Kontroversen führte. Die Keramik ist knapp 300 Quadratmeter groß und bedeckt eine gesamte Kapelle, deren fünf Glasfenster ebenfalls vom Künstler gestaltet wurden.
Anfang 2007 begann Miquel Barceló in Genf mit der Arbeit an der Deckengestaltung des Saales XX im Palais des Nations. Der von dem 1500 Quadratmeter großen Deckengemälde überspannte neue Sitzungssaal des Menschenrechtsrates der UNO wurde am 18. November 2008 eingeweiht.
Zu seinen Werken zählt die Gestaltung der Kuppel des Theaters Mercat de les Flors in Barcelona. Die Werke von Miquel Barceló werden von der Galerie Tobias Mueller Modern Art in Zürich, Galerie Bruno Bischofberger in Zürich, Acquavella Galleries in New York und der Galerie Thaddaeus Ropac in Salzburg vertreten. Ein Dokumentationszentrum befindet sich im Kulturzentrum Na Batlessa in Artà auf Mallorca.
Vor dem Haupteingang der Bonner Konzernzentrale der Telekom wurde im Juli 2025 in Anwesenheit von Nathanael Liminski und Katja Dörner seine acht Meter große und rund fünf Tonnen schwere Skulptur Gran elefant dret enthüllt.

## Auszeichnungen (Auswahl)
- 1986: Premio Nacional de Artes Plásticas
- 2003: Prinz-von-Asturien-Preis
- 2007: Ehrendoktor der Universität der Balearen
- 2014: Premio Nacional de Arte Gráfico (Real Academia de Bellas Artes de San Fernando)[12]

## Einzelausstellungen (Auswahl)
- 1976: Barceló Artigues, Galería 4 Gats, Mallorca
- 1982: Miquel Barcelo - Pinturas, Galeria Fúcares, Almagro
- 1985: Miquel Barceló. Peintures de 1983 à 1985, CAPC Museum für zeitgenössische Kunst von Bordeaux
- 1988: Miquel Barcelo, Musée d'art contemporain de Montréal
- 2009: Barceló avant Barceló (1973-1982), Les Abattoirs - Musée - Frac Occitanie Toulouse
- 2010: Miquel Barceló (1983 - 2009), CaixaForum Madrid
- 2011: Miquel Barceló, Ben Brown Fine Arts, Hong Kong
- 2012/13: Miquel Barceló, Kunstforum Wien
- 2015: Miquel Barceló - gráfico, Calcografía Nacional, Madrid
- 2016: Miquel Barceló. Sol y sombra, Musée Picasso, Paris
- 2019: Miquel Barceló - Totem, Almine Rech, Brüssel
- 2021: Miquel Barceló - Ceramics, Galerie Thaddaeus Ropac, London
- 2022: Barceló's World New York, Acquavella Galleries, New York
- 2024/25: Miquel Barceló: Vida y Muerte, Museum Küppersmühle, Duisburg